# Raggruppamento Costituzionale Democratico
Il Raggruppamento Costituzionale Democratico (in arabo التجمع الدستوري الديمقراطي‎?, al-Tajammuʿ al-dustūrī al-dīmuqrāṭī; in francese Rassemblement constitutionnel démocratique, RCD) è stato un partito politico tunisino.
Fondato dal presidente e dittatore tunisino Ben Ali dalla trasformazione del Partito Socialista Desturiano, ha dominato la scena politica tunisina sotto la sua presidenza. Ha cessato di esistere di fatto con la caduta del fondatore nel gennaio 2011, e giuridicamente nel marzo 2011.
Il partito ha fatto parte dell'Internazionale Socialista, da cui è stato espulso il 17 gennaio 2011.

## Presidenti
- 1988-2011: Zine El-Abidine Ben Ali
- 2011: Mohamed Ghannouchi

## Congressi
- 29-31 luglio 1993
- 28-31 luglio 1998
- 30 agosto - 2 settembre 1998
- 28-31 luglio 2003